# Gemma Marfany
Gemma Marfany Nadal (Barcelona, 1963) es una científica española, doctora en biología y especializada en la rama de genética, rama que le ha permitido realizar estudios desde la evolución molecular hasta el análisis de las bases genéticas y moleculares de enfermedades humanas hereditarias. Barcelona, Edimburgo y Oxford son los lugares donde ha desarrollado su trayectoria académica y profesional. 
Durante su trayectoria, ha sido miembro del consejo directivo de la Sociedad Española de Genética (SEG) y coordinadora del máster de Biología del desarrollo y Genética de la UB. En la actualidad, es catedrática de Genética en la Universidad de Barcelona y miembro del consejo de estudios del Grado de Biología. A su vez, es investigadora en enfermedades minoritarias  que afectan a la retina,  y lidera el grupo de investigación en el Centro de Investigaciones Biomédicas en Red de Enfermedades Raras (CIBERER)   y dentro del Instituto de Biomedicina de la Universidad de Barcelona (IBUB)  también está al mando del Instituto de Búsqueda San Juan de Dios (IBUB-IRSJD) . 
Sus artículos publicados de índole científica son más de cien. También ha dirigido numerosas tesis doctorales, trabajos de máster y fin de grado. Además, es cofundadora de una empresa spin-off dedicada al diagnóstico genético de enfermedades hereditarias de la visión, DBGen Ocular Genomics. 
Junto a sus compañeros y compañeras de grupo, han logrado identificar nuevos tipos de genes y mutaciones que provocan ceguera hereditaria, a partir de la reproducción de modelos celulares y animales modificados mediante edición genética (CRISPR) para estudiar las bases moleculares de las enfermedades de la visión.  Puesto que es especialista en cuestiones de bioética en el uso del ADN,  ocupa un lugar importante en el Observatorio de Bioética y Derecho (OBD).  Asimismo, fue asesora externa de la Comisión Nacional para el uso forense del ADN, ocupando el cargo de secretaria académica de la Comisión de Bioética de la Universidad de Barcelona (CBUB)
Para llevar a cabo su labor, compagina la investigación y la docencia con la divulgación científica.   Así pues, se encarga de publicar periódicamente en la revista de difusión de la investigación Método,  y semanalmente artículos en El Nacional.cat  para acercar el conocimiento científico a la ciudadanía. Además, es autora de dos libros de divulgación científica, uno genético forense y otro sobre el envejecimiento.

## Premios
En 2019, Gemma Marfany y David Bueno obtuvieron igualitariamente la VI Distinción, concedida conjuntamente por el Claustro de Doctores y por el Consejo Social de la Universidad de Barcelona a las mejores actividades de divulgación científica y humanística. El mérito para la obtención de dicho galardón fue su capacidad de hacer llegar el conocimiento científico al conjunto de la sociedad. En 2021 fue nombrada Delegada del Rector para la Divulgación Científica.

## Obras publicadas
- El efecto CSI. La genética forense del siglo XXI (Ediciones UPC, 2010)
- ¿Por qué envejecemos? La respuesta de la ciencia a una vieja preocupación humana (con Maria Soley, Ediciones Universidad de Barcelona, 2011)